# Étienne de Fonscolombe
Étienne Laurent Joseph Hippolyte Boyer de Fonscolombe, né à Aix le 22 juillet 1772 et mort dans la même ville le  13 février 1853, est un entomologiste français spécialiste des odonates, coléoptères et des hyménoptères ainsi que des insectes nuisibles.

## Biographie
Hippolyte Boyer de Fonscolombe est le fils aîné d'Emmanuel Boyer (Aix-en-Provence 1744 - 1810), seigneur de Fonscolombe et baron de La Môle, conseiller au Parlement de Provence, magistrat ayant étudié l'agronomie et publié à ce sujet dans les Mémoires de l'académie d'Aix. Appartenant à la Famille Boyer de Fonscolombe, il est le petit-fils d'Honoré Boyer de Fonscolombe (en).
Hippolyte de Fonscolombe étudie au Collège de Juilly. Avant de terminer ses études en 1789, il  participe à des réunions à l'Assemblée Constituante à Versailles en compagnie de Mirabeau. Plus tard, en 1793–94, considéré comme suspect à cette époque dangereuse, il est emprisonné ;  son père est également emprisonné pendant la Terreur. Une fois libéré, et après son mariage, il vit d'abord avec ses parents et sa belle-mère au château de Montvert, puis à la suite du décès de son père en 1810, il loue un étage de l'hôtel d'Aix où le couple vit avec sa mère ; celle-ci le décrit comme  un « entomologiste très remarquable avec l’intelligence, la bonté, la vertu et le savoir ».
Hippolyte et son frère Marcellin de Fonscolombe ne cessent de s'occuper de sciences naturelles. À partir de 1833, Hippolyte confie la gestion des biens de la famille Fonscolombe à son beau-fils, Adolphe de Saporta, et en 1848, il vend Montvert dont sa femme venait d'hériter. Il peut alors se consacrer entièrement à l'entomologie ; comme  son père, il publie l'essentiel de ses travaux dans les Mémoires de l'académie d'Aix.
La plus grande partie de ses collections se trouvent au  Muséum national d'histoire naturelle de Paris et une partie de ses Apoidea sont conservés au Hope Department of Entomology à Oxford.

## Éponymie
Le sympétrum à nervures rouges (Sympetrum fonscolombii) lui est dédié par Edmond de Sélys Longchamps en 1840.

## Travaux (sélection)
- 1832 Monographia chalciditum galloprovinciae circa aquas degentum. Annales des Sciences Naturelles (1) (Zoologie) 26: 273-307.
- 1840 Addenda et errata ad monographium chalciditum galloprovinciae ciria aquas sextias degentum. Annales des Sciences Naturelles (2) 13: 186-192.
- 1840 Des insectes nuisibles à l'agriculture principalement dans les départements du Midi de la France. Mémoires de l'Académie des Sciences d'Aix, 5 p. 5–225.